# Сабаильский замок

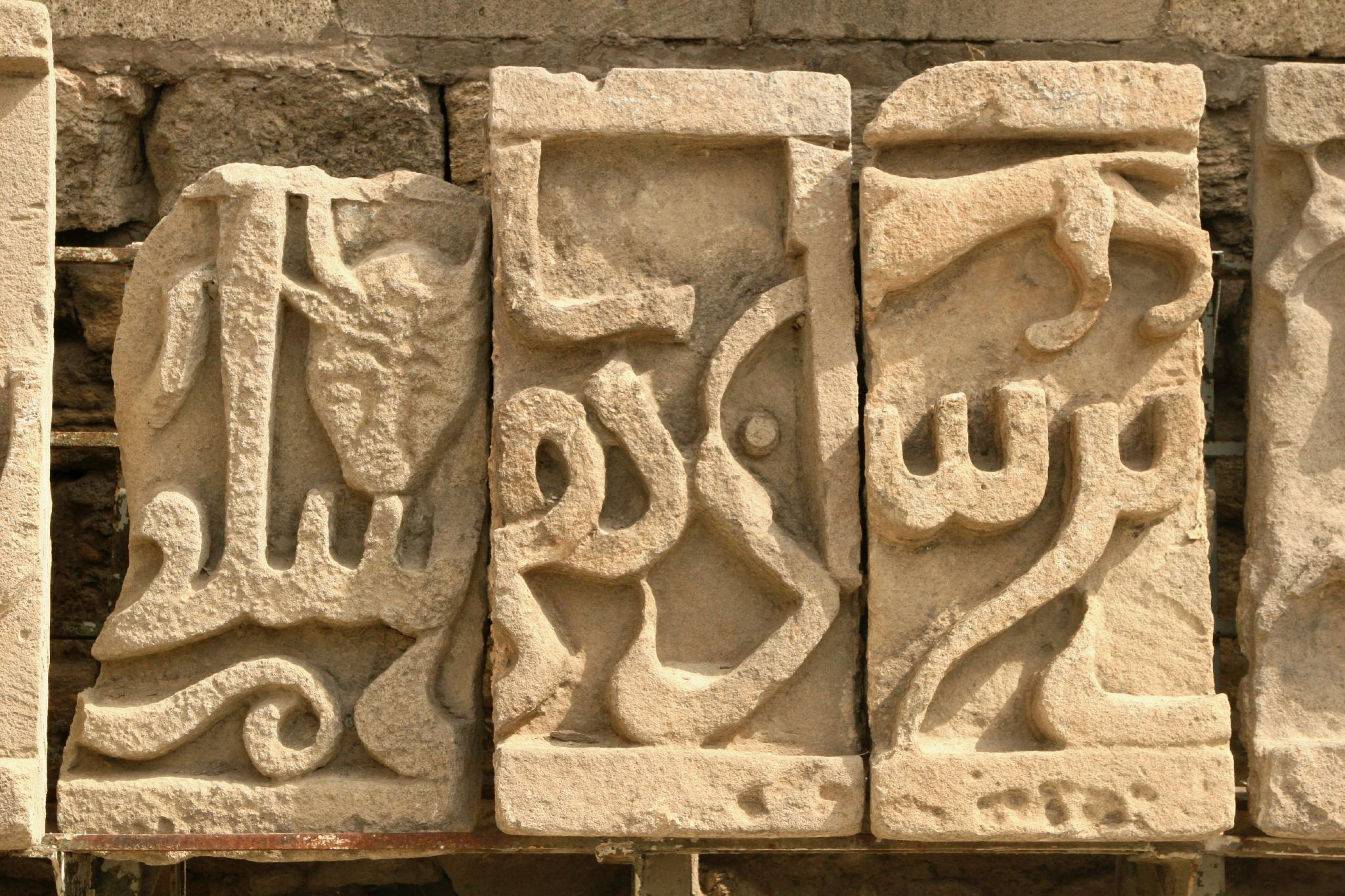
«Баиловские камни» — каменные плиты с высеченными на них рельефными надписями и изображениями — остатки Сабаильского замка

Сабаильский замок (азерб. Bayıl qalası) — замок, построенный в 1234 году ширваншахом Фарибурзом III и расположенный на одном из островов Баиловской бухты близ Баку в Азербайджане. Впоследствии назывался Сабаильским замком, Шахри Саба, Шахри нау, подводным городом, караван-сараем, баиловскими камнями и т. д.
Окутанный легендами замок до недавнего времени полностью находился под водой и отстоял от берега на расстоянии около 350 м. Каменные плиты прямоугольной формы размерами 70 на 25-50 см с рельефными изображениями обнаружила археологическая экспедиция 1939 года.

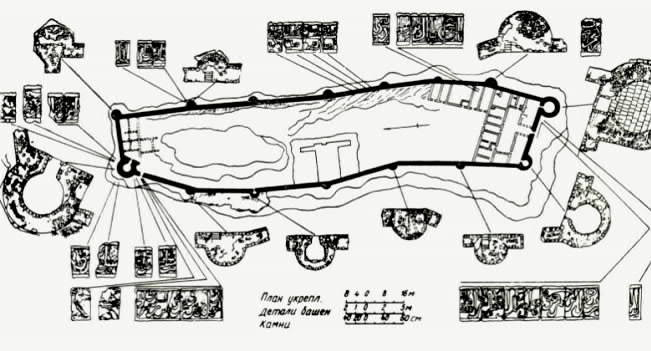

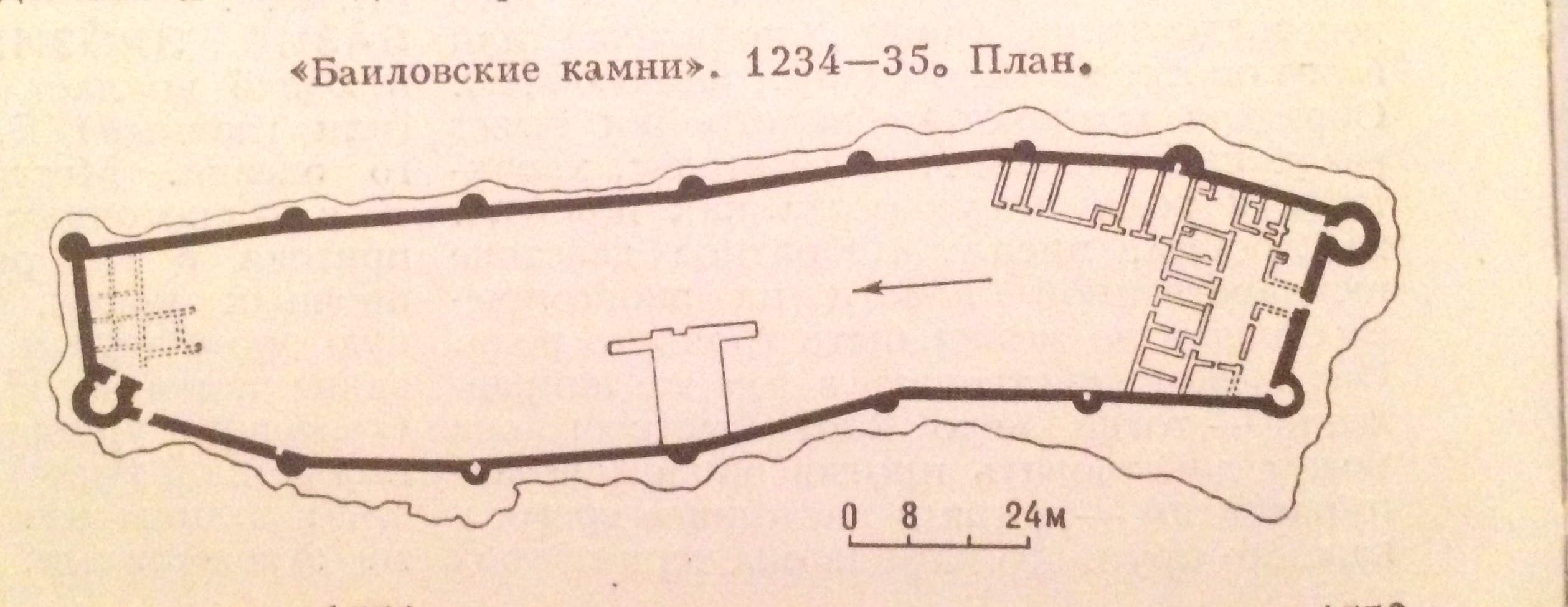
Баиловские камни. 1234−1235. План

Верхние части строения показывались из воды в конце 1930-х, середине 1960-х и в 2000-х годах. Археологами извлечены части фриза замка, они выставляются на территории музея «Дворец Ширваншахов». Со дна моря были подняты 706 плит с изображениями животных, растений и арабскими буквами. Найдены 12 портретных изображений людей, видимо известных в то время. На одном камне изображение ширваншаха, в годы правления которого было возведено это сооружение.
Замок был построен по проекту зодчего Зейнаддина ибн Абу Рашида Ширвани. План сооружения имеет вид сильно вытянутого с севера на юг неправильной формы четырёхугольника длиной 180 и шириной 40 м. Эта форма соответствовала очертаниям острова, возвышавшегося над морской водой, на котором целиком базируется фундамент данного сооружения. Замок был опоясан крепостными стенами, толщиной 1,5-2 м и имел 15 башен, 3 из которых были круглыми, а 12 полукруглыми.

## История

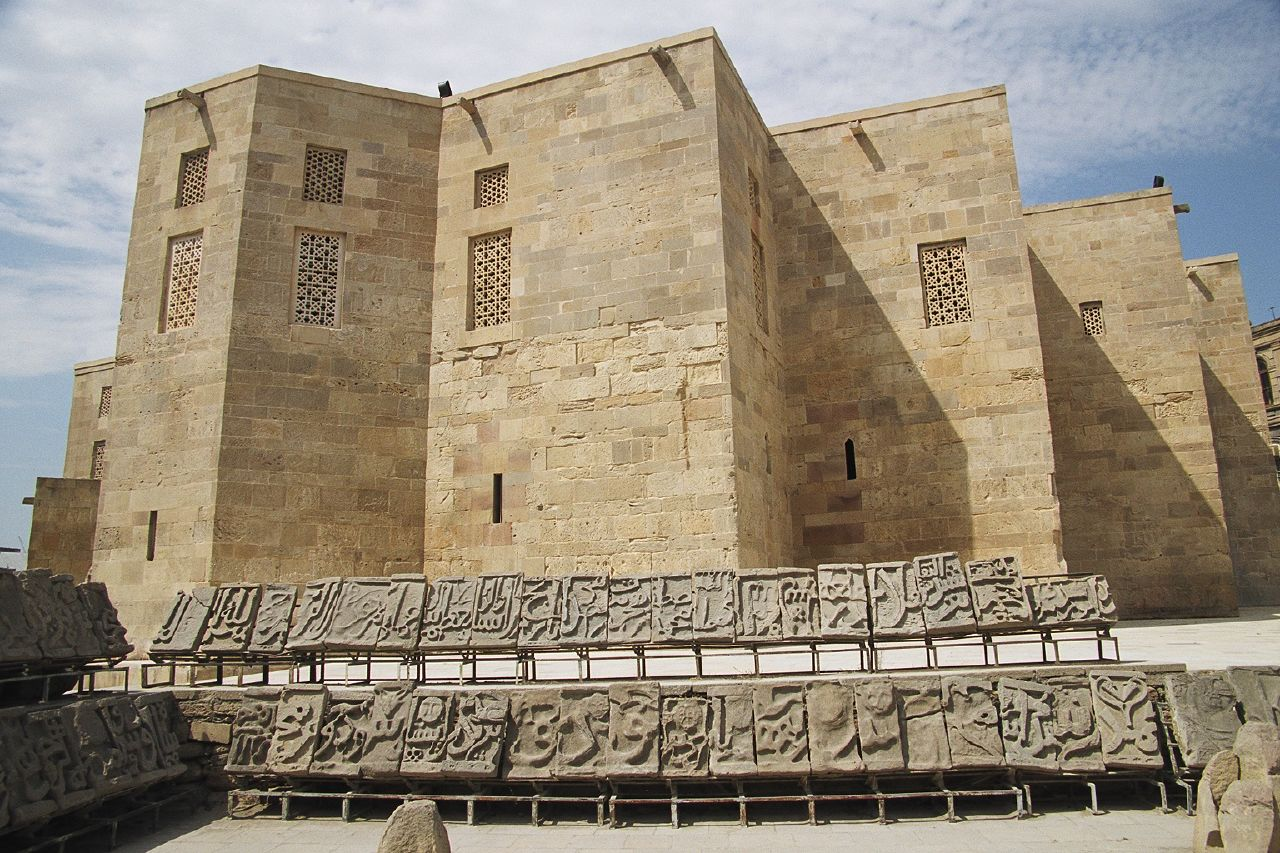
Каменные надписи, принадлежащие Баиловской крепости, обнаруженные Каспийской археологической экспедицией Института Истории НАНА

Хотя замок называют по-разному («Подводный город», «Камни Баила», «Замок Сабаил», «Карвансара», «Ханегах», «Комрукхана» и др.), чаще он известен в научной литературе как «Замок Баил».
В 1970-х гг. историками, в частности, Леонидом Бретаницким высказывались предположения о том, что замку предшествовало сооружение 
доисламского периода, которое напоминало зороастрийский храм огня Атешгях на Апшеронском полуострове. Само же сооружение 1234 года, по мнению Бретаницкого, было ханегой, укрепленным суфийским монастырем, наподобие аналогичного сооружения на реке Пирсагат.
По сообщению географа Абд ар-Рашида ал-Бакуви, описавшего Баку в начале XV века, Сабаильский замок выдержал осаду во время второго вторжения монголов в Азербайджан в 1231 году. Менее века спустя после постройки, в 1306 году, замок был разрушен землетрясением и более не восстанавливался. Вскоре он был затоплен при подъеме уровня Каспийского моря.
Ариф Ардебили писал об увиденном в поэме «Фархаднаме», написанной в 1369 году:

В Баку есть замок на море.

Там был затоплен Новый городской замок.
Оригинальный текст (азерб.)Bakıda dənizdə bir qala var ki, 

Yeni şəhər qalasını orda su basmışdır

Нет сомнения, что в этих строках поэт говорит о Баиловском замке. Ариф Ардабили увидел Баиловский замок спустя столетие после завершения его строительства, и естественно, что он до сих пор остался в памяти народа как «новый городской замок». Это изречение еще раз подтверждает, что Баиловский замок является городской крепостью, то есть входит в систему обороны Баку.

## Исследование

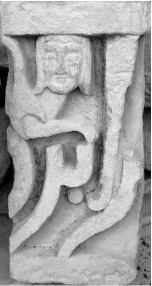
Изображения ширваншаха Фарибурз III и грузинки (вероятно, Тамары) на баильских камнях. Первый хранится в Музее истории Азербайджана, а второй хранится во дворе Дворца Ширваншахов.

Несмотря на то, что этот памятник изучается уже более 60 лет, о его существовании на дне Каспийского моря известно мировой науке давно. Например, на карте Бакинского порта, составленной русскими картографами еще в 1782 году, отмечено, что из воды стали выступать «байыльские камни». Причина такого интереса была связана с вопросом об уровне Каспийского моря выше памятника. После этого выдающийся русский востоковед И. Н. Березин, посетивший Баку в 1848 году, и выдающийся ученый Азербайджана Аббас-Кули-ага Бакиханов также дали интересные сведения о строительных остатках в море на Баиловской стороне.
А спустя века, когда уровень Каспийского моря снова понизился, Баиловский замок стал появляться на поверхности воды. Большинство специалистов придерживались мнения, что если бы замок не был скрыт под водами Каспийского моря более четырехсот лет, то от этого замка, как и от многих памятников Апшерона, не осталось бы и следа. В ходе археологических исследований, проводившихся на территории замка в 1939-1969 годах, из-под стен и дна воды было извлечено более 700 каменных табличек с надписями. Эти глубоко вырезанные каменные сковороды — редкие произведения монументальной каллиграфии и скульптуры, детали огромной строительной надписи. В первую эпоху они располагались рядом в кладке стен и образовывали длинный пояс надписей (высота 71 см) на внешней поверхности стен замка.
В каменных надписях Баиловского замка исследователи прочли имена 15 ширваншахов, даты постройки и другую различную информацию. Из этих надписей были прочитаны имена зодчего Абдулмаджида Масуда оглу, сына Устада Зейнаддина Абдуррашида оглу Ширвани, которые были «авторской ветвью» Мардакянской крепости.
Одним из ценных фактов является то, что Баиловский замок назван на камне с надписью «Замок Бандер». Это название, означающее портовую крепость, поясняет одну из основных функций Баиловской крепости. В целом Баиловский замок был резиденцией Ширваншахов недалеко от новой столицы.
Если южные ворота Баиловского замка и постройки перед ним были связаны с морской торговлей, то северные ворота и постройки перед ними были резиденциями ширваншахов. Почти посредине замка, на площади с каменным полом, раскрылась сущность монументального здания. Хотя некоторые исследователи предполагают, что на этом месте стояла башня традиционного абшеронского крепостного типа, большинство исследователей считают ее остатками костра или храма. Ч. Гияси предложил возвести на этой площади большое дворцовое здание. Есть также вероятность, что Баиловский замок, построенный как крепкая крепость и порт в XII-XIII веках и сыгравший большую роль в защите Баку с моря, был построен на фундаменте более древнего архитектурного комплекса.
Художественные каменные рельефы и резные каменные фигуры использовались также в архитектурном решении Баиловского замка, аналогичного другим оборонительным сооружениям Ширвана (Дарбендский замок, Шамахинский замок, Бакинский замок, а также замок Гюлистан и замок Галей-Бугурт).

## Архитектурные особенности

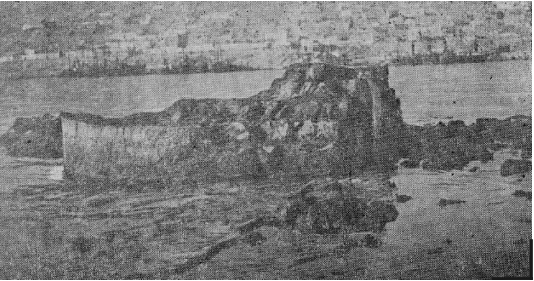
Вид на Баиловский замок в 1904 году.

Баиловский замок имеет форму вытянутого прямоугольника с не совсем прямыми боковыми стенами. Эта форма, вероятно, была адаптирована к рельефу каменной скалы, на которой стояли стены. Длина замка 175 метров, а ширина 35 метров. Стены толщиной 1,2 х 1,8 м соединяют круглую и полукруглую башни.
Памятник имеет пятнадцать башен. Из них только две башни на северо-западе и юге имеют круглую форму и пусты внутри. Все двенадцать башен, интерьер которых остался нетронутым, имеют полукруглую форму. Три круглые башни по углам имеют дверь шириной 1,3 м для входа в замок. В южной стене, соединяющей восьмую и девятую башни, а также в северо-западной стене, соединяющей четырнадцатую и пятнадцатую башни, была помещена дверь шириной 1,6 м. Некоторые из башен имеют каменные ступени, чтобы добраться до вершины. По всей длине стены над кафедрой через каждые 15-20 м оставлены четырехугольные пространства.
При исследовании памятника также были обнаружены материалы, свидетельствующие о его периоде. На некоторых камнях была отмечена дата 632 года хиджры, что соответствует 1232-1235 годам нашей эры. Кроме того, на медных монетах, найденных здесь в 1939 году, были написаны имена ширваншахов Гуштасп Фаррухзаде и Халиф ан-Насира (1180-1225).